# WHITE (KAT-TUN單曲)
「WHITE」是日本男子偶像團體KAT-TUN第15張單曲。2011年5月18日發售。出版商是J-One Records。

## 解説
- 前作「ULTIMATE WHEELS」以來久違約三個月的作品。2011年的第二張單曲。
- 主打歌「WHITE」是KAT-TUN所代言的花王「大人之美白」電視廣告的主題歌。而B面歌是龜梨和也主演「AOKI新3Dスリム」電視廣告的主題歌。
- 關於歌曲

由於經歷東日本大震災，單曲中的「WHITE」的第二節、「PERFECT」及「勇氣之花」都有KAT-TUN勉勵災民的意義。

## 收錄歌曲

### 初回限定盤
1. WHITE
作詞：ECO、Rap詞：JOKER、作曲：Shusui・DAICHI、編曲：pinkcastar
  - 『花王　大人之美白』電視廣告的主題歌
2. PERFECT
作詞：ECO、RaP詞：JOKER、作曲：Kosuke Morimoto、編曲：18degrees.（Ken Arai））
龜梨和也主演「AOKI新3Dスリム」電視廣告的主題歌

DVD
WHITE（Music Video及其製作片段）

### 通常盤／初回附加版本
1. WHITE
2. PERFECT
3. 勇氣之花 [3:46]
作詞：Sean-D、作曲：Anthony KRUNCHIE Bamgboye・Harry Wilkins・Ricky Hanley、編曲：Anthony KRUNCHIE Bamgboye
4. WHITE (伴唱版本)
5. PERFECT (伴唱版本)
6. 勇氣之花 (伴唱版本)

### 通常盤
1. WHITE
2. PERFECT
3. SILENCE [3:50]
作詞：Sean-D　ラップ詞：JOKER　作曲・編曲：David Fremberg
4. WHITE (伴唱版本)
5. PERFECT (伴唱版本)
6. SILENCE (伴唱版本)